# Gare de Saint-Aigulin-La-Roche-Chalais
Gare de Saint-Aigulin-La-Roche-Chalais vasútállomás Franciaországban, Saint-Aigulin településen.

## Vasútvonalak
Az állomást az alábbi vasútvonalak érintik:
- Párizs–Bordeaux-vasútvonal

## Kapcsolódó állomások
A vasútállomáshoz az alábbi állomások vannak a legközelebb:
- Gare des Églisottes (Gare de Bordeaux-Saint-Jean, Párizs–Bordeaux-vasútvonal)
- Gare de Chalais (Paris Gare d’Austerlitz, Párizs–Bordeaux-vasútvonal)